# Электростанция (станция)
Электростанция — грузовая железнодорожная станция Челябинского региона Южно-Уральской железной дороги, расположена в городе Челябинске возле Челябинской ГРЭС.

## История

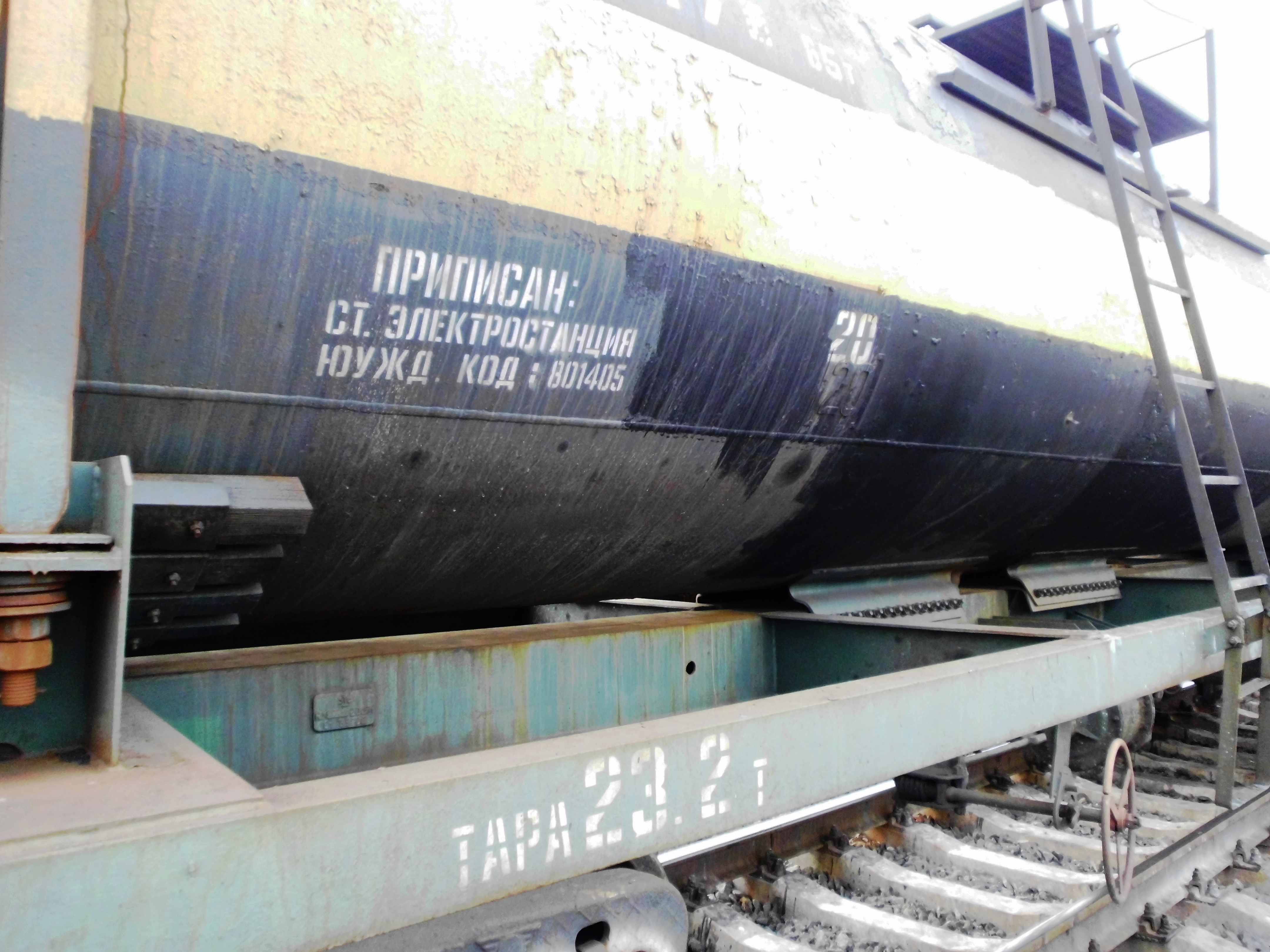
Вагон-цистерна для перевозки серной кислоты приписанный к станции Электростанция

Станция размещена на неэлектрифицированной ветке Челябинск — Кыштым — Верхний Уфалей — Полевской — Екатеринбург (ветка построена в 1896 г. и соединила Уральскую железную дорогу с Самаро-Златоустовской). Получила своё развитие в 1929 г. в связи со строительством крупной Челябинской государственной районной электростанции, от которой и получила современное название. Тогда же была построена железнодорожная ветка Электростанция — Серго-Уфалейская (историческая железнодорожная станция по обслуживанию Серго-Уфалейских копей Копейского угленосного района Челябинского угольного бассейна). В 1933 году запущена железнодорожная линия Потанино — Электростанция.

## Пассажирские перевозки
Пассажирские перевозки на станции осуществляются подвижным составом поездов пригородного сообщения (РА2). Поезда дальнего следования проходят станцию транзитом.

### Пригородное сообщение по станции
| № поезда | Маршрут движения                   | № поезда | Маршрут движения                   |
| -------- | ---------------------------------- | -------- | ---------------------------------- |
| 6901     | Челябинск-Главный — Верхний Уфалей | 6902     | Верхний Уфалей — Челябинск-Главный |
| 6903     | Челябинск-Главный — Верхний Уфалей | 6904     | Верхний Уфалей — Челябинск-Главный |

### Дальнее следование по станции
По состоянию на июль 2018 года через станцию курсируют следующие поезда дальнего следования (следующие через станции Челябинск-Главный и Кыштым):
| № поезда | Маршрут движения            | № поезда | Маршрут движения            |
| -------- | --------------------------- | -------- | --------------------------- |
| 79       | Челябинск — Москва          | 80       | Москва — Челябинск          |
| 191      | Челябинск — Санкт-Петербург | 192      | Санкт-Петербург — Челябинск |
| 351      | Уфа — Приобье               | 352      | Приобье — Уфа               |
| 373      | Махачкала — Тюмень          | 374      | Тюмень — Махачкала          |
| 379      | Оренбург — Новый Уренгой    | 380      | Новый Уренгой — Оренбург    |

## Грузовая работа
Кроме обеспечения движения транзитных грузовых и пассажирских поездов, станция обеспечивает доставку и вывоз грузов с расположенных вокруг крупных промышленных предприятий города Челябинска.